# Marquesado de Portugalete
El marquesado de Portugalete es un título nobiliario español creado por la reina Isabel II el 4 de junio de 1851 a favor de Eduardo Carondelet y Donado, III duque de Bailén y VII barón de Carondelet.

## Marqueses de Portugalete
|                                  | Titular                                             | Periodo                          |
| Creación por Isabel II de España | Creación por Isabel II de España                    | Creación por Isabel II de España |
| -------------------------------- | --------------------------------------------------- | -------------------------------- |
| I                                | Eduardo Carondelet y Donado                         | 1851-1882                        |
| II                               | María Asunción de Goicorrotea y Carondelet          | 1884-1920                        |
| III                              | José María Cavero y Goicoerrotea                    | 1922-1925                        |
| IV                               | Manuel Cavero y Goicoerrotea                        | 1925-1959                        |
| V                                | Sebastián Cavero y Crespi de Valldaura              | 1960-1964                        |
| VI                               | Juan Manuel Cavero de Carondelet y Bally            | 1964-1976                        |
| VII                              | Francisco Javier de Cavero de Carondelet y Christou | 1976-                            |

## Historia
- Eduardo Carondelet y Donado (Madrid, 14 de mayo de 1820-Marmolejo (Jaén), 18 de abril de 1882),[1]  III duque de Bailén, I marqués de Portugalete[2] el 4 de junio de 1851 y su título flamenco de barón de Carondelet[1] sería también reconocido con validez española el 21 de noviembre de 1870. Era hijo de Luis Ángel Carondelet y Castaños, II duque de Bailén, y de Gertrudis Donado García.[2]

Contrajo matrimonio el 29 de octubre de 1850 con María de los Dolores Collado y Echagüe, hija de José Manuel de Collado y Parada, marqués de La Laguna, y Leocadia de Echagüe y Aracues. Al no haber descendencia directa y fallecida su hermana mayor, el marquesado recayó en su sobrina.
- María de la Ascensión y de los Dolores Goicoerrotea y Carondelet (1870-1920), II marquesa de Portugalete.[3]

Se casó con Ángel Tomas Cavero y Urzaiz y les sucedió su hijo:
- José María Cavero y Goicoerrotea (m. 16 de mayo de 1970), III marqués de Portugalete, fue también V duque de Bailén.[2]

Se casó el 2 de febrero de 1925 con Ivette Cristina de Bally y Losco (m. 15 de mayo de 1586); tuvieron un hijo: Juan Manuel. Contrajo un segundo matrimonio con María del Patrocinio Crespí de Valdaura y Cavero X condesa de Sobradiel y baronesa de la Joyosa-Guarda. Sin descendientes de este matrimonio. Le sucedió, por cesión, su hermano:
- Manuel Cavero y Goicoerrotea, IV marqués de Portugalete.[5]

Casó con María del Patrocinio Crespi de Valldaura. Le sucedió su hijo:
- Sebastián Cavero y Crespi de Valldaura (m. 2020), V marqués de Portugalete, XI conde de Sobradiel.

Tras ser disputado el título, le sucedió, en ejecución de sentencia, su tío Juan Manuel, primogénito del III marqués:
- Juan Manuel Cavero de Carondelet y Bally (6 de noviembre de 1927-Madrid-12 de octubre de 2013), VI marqués de Portugalete[6] y VI duque de Bailén.

Se casó el 19 de octubre de 1971 con Marta María Christou y Finiefs.  En 1975 distribuyó el marquesado a favor de su hijo.
- Francisco Javier Cavero de Carondelet y Christou, VI marqués de Portugalete, VII duque de Bailén.[7]

Estuvo casado con Piedad Aguirre, de quien se divorció, hermana de Esperanza Aguirre.